# La Fille d'en face (film, 1996)
Pour les articles homonymes, voir La Fille d'en face.
Pour plus de détails, voir Fiche technique et Distribution.
La Fille d'en face (If Lucy Fell) est un film américain réalisé par Eric Schaeffer, sorti en 1996.

## Synopsis
Deux colocataires se promettent de se jeter du pont de Brooklyn s'ils n'ont pas trouvé leur moitié. Le délai expire dans moins d'un mois.

## Fiche technique
- Titre : La Fille d'en face
- Titre original : If Lucy Fell
- Réalisation : Eric Schaeffer
- Scénario : Eric Schaeffer et Tony Spiridakis
- Musique : Amanda Kravat et Charlton Pettus
- Photographie : Ron Fortunato
- Montage : Susan Graef
- Production : Bradley Jenkel, Brad Krevoy et Steven Stabler
- Société de production : Motion Picture Corporation of America et TriStar Pictures
- Société de distribution : TriStar Pictures (États-Unis)
- Pays de production :  États-Unis
- Genre : Comédie romantique
- Durée : 92 minutes
- Date de sortie : 
  - États-Unis : 8 mars 1996

## Distribution
- Sarah Jessica Parker (VF: Caroline Beaune) : Lucy Ackerman
- Eric Schaeffer : Joe MacGonaughgill
- Ben Stiller : Bwick Elias
- Elle Macpherson : Jane Lindquist
- James Rebhorn : Simon Ackerman
- Robert John Burke : le bel homme
- David Thornton : Ted
- Bill Sage : Dick
- Dominic Chianese : Al
- Scarlett Johansson : Emily
- Michael Storms : Sam
- Jason Myers : Billy
- Emily Hart : Eddy
- Paul Greco (en) : Rene